# Список морских заповедников Новой Зеландии
По состоянию на август 2020 года в Новой Зеландии насчитывается 44 морских заповедника. Они регулируются Законом о морских заповедниках от 1971 года и находятся в ведении Департамента охраны природы.
Первым морским заповедником страны стал Кейп-Родни — Окакари-Пойнт, образованный в 1975 году.
Основная цель таких заповедников — запрет на вылов рыбы. Таким образом, в них они размножаются в огромных количествах, поэтому у границ морских заповедников всегда хороший улов. Некоторые морские заповедники принимают до 200 000 посетителей в год, особенно они популярны среди сноркелеров и аквалангистов в связи с красотой и разнообразием животного подводного мира.
Большинство морских заповедников Новой Зеландии имеют названия на языке маори, но некоторые пока носят двойное название: на английском и на маори.
10 из 44 заповедников расположены в регионе Фьордленд — «Земля фьордов».

## Список
Сортировка по умолчанию — по названию заповедника, алфавиту. Также любой столбец можно отсортировать по алфавиту (по убыванию/возрастанию), нажав на чёрные треугольники в заглавии столбца.
| Название                          | Местонахождение                                                                                       | Площадь, км² | Год образования | Комментарии, ссылки |
| --------------------------------- | --- | ------------ | --------------- | --- |
| Акароа                            | У входа в гавань Акароа, регион Кентербери                                                            | 5,12         | 2014            | |
| Алва-Айленд — Те-Фарафара         | Залив Патерсон острова Стьюарт, омывает остров Алва, регион Саутленд                                  | 10,75        | 2004            | |
| Ваиау-Глейшер-Кост                | Район Уэстленд, регион Уэст-Кост                                                                      | 46,41        | 2014            | Граничит с национальным парком «Уэстленд».                                                                                                   |
| Капити                            | Район Капити-Кост, регион Веллингтон                                                                  | 21,67        | 1992            | |
| Кахукура (Голд-Арм)               | Залив Чарлз, регион Саутленд, Фьордленд                                                               | 4,64         | 2005            | |
| Кахуранги                         | Омывает национальный парк «Кахуранги», район Буллер, регион Уэст-Кост                                 | 84,19        | 2014            | |
| Кейп-Родни — Окакари-Пойнт        | Регион Окленд                                                                                         | 5,47         | 1975            | Первый морской заповедник страны. |
| Кермадек-Айлендс                  | Острова Кермадек                                                                                      | 7480         | 1990            | Самый дальний морской заповедник страны (ок. 1000 км к северо-востоку от острова Северный). Для посещения необходимо специальное разрешение. |
| Куту-Парера (Гэр-Арм)             | Залив Брэдшоу, Фьордленд                                                                              | 4,33         | 2005            | |
| Лонг-Айленд — Кокомохуа           | Вход в залив Королевы Шарлотты, регион Марлборо                                                       | 6,19         | 1993            | |
| Лонг-Бей — Окура                  | Омывает городок Лонг-Бей, Норт-Шор, регион Окленд                                                     | 9,8          | 1995            | |
| Моана-Ута (Уэт-Джекет-Арм)        | Регион Саутленд, Фьордленд                                                                            | 20,07        | 2005            | |
| Моту-Манауа (Поллен-Айленд)       | Гавань Уаитемата, регион Окленд                                                                       | 5            | 1995            | |
| Моутере-Ихупуку (Кэмпбелл-Айленд) | Омывает остров Кэмпбелл                                                                               | 2900         | 2014            | Расположен в 660 км к югу от острова Южный. Посещение по разрешению и только с гидом.                                                        |
| Моутере-Махуе (Антиподс-Айленд)   | Омывает Острова Антиподов                                                                             | 2172,87      | 2014            | Расположен в 750 км к юго-востоку от острова Южный. Посещение по разрешению и только с гидом.                                                |
| Моутере-Хаурири (Баунти-Айлендс)  | Острова Баунти                                                                                        | 1046,26      | 2014            | Омывает 20 необитаемых островков и скал в 700 км к востоку-юго-востоку от острова Южный.                                                     |
| Окленд-Айлендс — Моту-Маха        | Острова Окленд                                                                                        | 4840         | 2003            | |
| Парининихи                        | Бухта Норт-Таранаки, район Нью-Плимут, регион Таранаки                                                | 18           | 2006            | |
| Пиопиотахи (Милфорд-Саунд)        | Бухта Милфорд, Фьордленд                                                                              | 6,9          | 1993            | |
| Похату                            | Омывает полуостров Банкс, регион Кентербери                                                           | 2,153        | 1999            | |
| Пунакаики                         | Омывает поселение Пунакаики и национальный парк «Папароа», район Буллер, регион Уэст-Кост             | 35,2         | 2014            | |
| Пур-Найтс-Айлендс                 | Омывает острова Пур-Найтс, регион Нортленд                                                            | 18,9         | 1981            | Входит в десятку самых популярных мест для дайвинга в мире.                                                                                  |
| Таипари-Роа (Элизабет-Айленд)     | Омывает остров Элизабет, фьорд Даутфул, национальный парк «Фьордленд»                                 | 6,13         | 2005            | Здесь обитают редкие ярко-жёлтые шестилучевые губки.                                                                                         |
| Тапуае                            | Район Нью-Плимут, регион Таранаки                                                                     | 14,04        | 2008            | |
| Тапутеранга                       | Район Капити-Кост, регион Веллингтон                                                                  | 8,55         | 2008            | Самый легкодоступный морской заповедник страны: 6 км от центра Веллингтона.                                                                  |
| Таумоана (Файв-Фингерс-Пенинсула) | Омывает полуостров Пять Пальцев острова Резольюшен у входа во фьорд Даски, регион Саутленд, Фьордленд | 14,66        | 2005            | |
| Таупарикака                       | Район Уэстленд, регион Уэст-Кост                                                                      | 0,16         | 2014            | Самый маленький морской заповедник страны. Одно из лучших мест в стране для наблюдения за редкими дельфинами Гектора с берега.               |
| Тафарануи                         | Залив Хаураки, омывает полуостров Тафарануи, регион Окленд                                            | 3,94         | 2011            | |
| Те-Аваату-Ченнел (Те-Гат)         | Фьорд Даутфул, регион Саутленд, Фьордленд                                                             | 0,93         | 1993            | |
| Те-Ангианги                       | Район Гастингс, регион Хокс-Бей                                                                       | 4,46         | 1997            | |
| Те-Матуку                         | Залив Хаураки, омывает остров Уаихеке, регион Окленд                                                  | 6,9          | 2003            | |
| Те-Паепае-о-Аотеа (Волкнер-Рокс)  | Залив Пленти, омывает группу кекуров Те-Паепае-о-Аотеа                                                | 12,67        | 2006            | |
| Те-Тапувае-о-Ронгокако            | Регион Гисборн                                                                                        | 24,52        | 1999            | |
| Те-Тапувае-о-Хуа (Лонг-Саунд)     | Регион Саутленд, Фьордленд                                                                            | 36,72        | 2005            | |
| Те-Фангануи-А-Хеи (Катедрал-Ков)  | Южная часть залива Меркьюри полуострова Коромандел, район Темз-Коромандел, регион Уаикато             | 8,4          | 1992            | |
| Те-Хапуа (Сатерленд-Саунд)        | Залив Сатерленд, Фьордленд                                                                            | 4,49         | 2005            | |
| Тонга-Айленд                      | Омывает остров Тонга, залив Тасман, регион Тасман и город-регион Нельсон                              | 18,35        | 1993            | |
| Тухуа (Майор-Айленд)              | Залив Пленти, омывает остров Мэр                                                                      | 10,6         | 1992            | |
| Уэстхэвен (Те-Таи-Тапу)           | Залив Уонгануи, регион Тасман и город-регион Нельсон                                                  | 5,36         | 1994            | |
| Фангареи-Харбор                   | Район Фангареи, регион Нортленд                                                                       | 2,365        | 2006            | |
| Хауиа (Клио-Рокс)                 | Залив Хауиа / Блай, район Саутленд, регион Саутленд, Фьордленд                                        | 4,11         | 2005            | |
| Хаутаи                            | Район Уэстленд, регион Уэст-Кост                                                                      | 8,53         | 2014            | |
| Хикуранги                         | Район Каикоура, регион Кентербери                                                                     | 104,16       | 2014            | |
| Хороиранги                        | Залив Тасман, город-регион Нельсон                                                                    | 9,04         | 2005            | |